# یواس‌اس فورتیفای (ای‌ام-۴۴۶)
یواس‌اس فورتیفای (ای‌ام-۴۴۶) (به انگلیسی: USS Fortify (AM-446)) یک کشتی بود که طول آن ۱۷۲ فوت (۵۲٫۴۳ متر) بود. این کشتی در سال ۱۹۵۳ ساخته شد.